# Paravion
Paravion is een roman van de Nederlandse schrijver Hafid Bouazza. Het boek is uitgegeven in het jaar 2003, en wordt gerekend tot een van de beste werken uit de zogenaamde interculturele literatuur in Nederland. Het boek won in 2003 de Amsterdamprijs voor de Kunsten, in 2004 de Gouden Uil literatuurprijs, en was in hetzelfde jaar ook genomineerd voor de AKO Literatuurprijs.

## Korte inhoud
In het boek vertelt Bouazza het verhaal van drie generaties in een Marokkaans dorp, die alle drie de naam Baba Baloek dragen. De jongste van hen ziet hoe al zijn dorpsgenoten het dorpsleven inruilen voor een leven in Paravion, het land waar ze van dromen, en dat ze geschreven zien op de luchtpakketten die iedere week geleverd worden. Deze pakketten worden verstuurd door de reeds geëmigreerde dorpsgenoten die in Amsterdam wonen. Op deze manier blijft Baba Baloek alleen achter met de vrouwen van het dorp, die uiteindelijk ook kiezen voor een leven in het exotische, onbekende buitenland.